# Maria Chudnovsky
Pour les articles homonymes, voir Chudnovsky.
Maria Chudnovsky, née le 6 janvier 1977 en URSS, est une mathématicienne d'origine russe et de nationalité israélienne.
Résidente permanente aux États-Unis, elle est professeure au département de mathématiques de l'université de Princeton. Ses intérêts scientifiques se situent dans le domaine des mathématiques discrètes, et en particulier dans la théorie des graphes.

## Biographie
Maria Chudnovsky fait des études secondaires à Saint-Pétersbourg, en Russie, dans un programme particulièrement axé sur les mathématiques. 
À l’âge de treize ans, elle immigre avec sa famille en Israël. En 1996, elle commence ses études au Technion Israel Institute of Technology à Haïfa où elle obtient sa licence en mathématiques, puis un master en 1999. De 1996 à 1999, elle effectue son service militaire obligatoire dans les forces israéliennes. 
Elle part ensuite aux États-Unis, où elle obtient son doctorat de l'université de Princeton sous la direction de Neil Robertson et en collaboration avec Paul Seymour et Robin Thomas. Son travail de thèse est particulièrement remarqué et concerne un problème récurrent de la théorie des graphes.
En 2012, elle épouse Daniel Panner, un violoniste qui enseigne au Mannes College et à la Juilliard School. Ils ont un fils nommé Rafael.

## Recherche

### Théorème fort des graphes parfaits
Les contributions en recherche de Maria Chudnovsky sont principalement axées sur la théorie des graphes. Sa contribution la plus originale et significative concerne la preuve du théorème fort des graphes parfaits (avec Robertson, Seymour et Thomas), qui caractérise les graphes parfaits comme étant exactement les graphes qui ne possèdent pas, ni eux ni leurs compléments, de cycle induit d'une longueur impaire au moins 5,,. 
Bien que cette contribution théorique n’a pas eu de retombée directe sur le problème de la coloration des graphes parfaits, elle a ouvert des perspectives prometteuses. En effet, les travaux poursuivis par la suite ont résolu une autre question ouverte : ils ont décrit un algorithme en temps polynomial qui décide si un graphe est parfait. En effet, dans les autres travaux  fréquemment cités où Chudnovsky figure comme coauteure, il y a le premier algorithme en temps polynomial pour la reconnaissance des graphes parfaits (Chudnovsky et al. 2005), et une caractérisation structurelle des graphes sans graphe étoile (Chudnovsky et Seymour 2005).
Titulaire d'un des Prix MacArthur 2012, elle obtient un budget de 500 000 $  de la fondation MacArthur en octobre 2013, pour continuer son travail dans le département de génie industriel et de recherche opérationnelle (IEOR), avec un rattachement au département de mathématiques pour la période 2013-2018.
La théorie des graphes parfaits est particulièrement adaptée, entre autres, pour la gestion optimale des réseaux de télécommunication en utilisant un nombre de canaux minimum.

## Articles (sélection)
- Maria Chudnovsky, Gérard Cornuéjols, Xinming Liu, Paul Seymour et Kristina Vušković, « Recognizing Berge graphs », Combinatorica, vol. 25, no 2,‎ 2005, p. 143-186 (DOI 10.1007/s00493-005-0012-8, MR 2127609).
- Maria Chudnovsky et Paul Seymour, « The structure of claw-free graphs », dans Bridget S. Webb (éditeur), Surveys in Combinatorics, 2005 : Invited lectures from the Twentieth British Combinatorial Conference, Durham, Cambridge, Cambridge Univ. Press, coll. « London Mathematical Society Lecture Note Series » (no 327), 2005 (ISBN 0-521-61523-2, DOI 10.1017/CBO9780511734885.008, MR 2187738), p. 153-171.
- Maria Chudnovsky, Neil Robertson, Paul Seymour et Robin Thomas, « The strong perfect graph theorem », Annals of Mathematics, vol. 164, no 1,‎ 2006, p. 51-229 (DOI 10.4007/annals.2006.164.51, lire en ligne).

## Prix et distinctions
- En 2004, Chudnovsky est nommée unes des « Brilliant 10 » par le magazine Popular Science[11].
- Elle est lauréate du Prix Fulkerson 2009 pour son travail, avec ses coauteurs, sur le théorème fort des graphes parfaits[12].
- En 2012, elle reçoit un « genius award » (« prix de génie ») de la part de la fondation du Prix MacArthur[13],[14].
- Elle a été invitée en 2014 à présenter un exposé au Congrès international des mathématiciens[15].